# Boone County (Illinois)
Das Boone County ist ein County im Norden des US-amerikanischen Bundesstaates Illinois. Im Jahr 2010 hatte das County 54.165 Einwohner bei einer Bevölkerungsdichte von 74,4 Einwohnern pro Quadratkilometer. Der Verwaltungssitz (County Seat) ist Belvidere.
Das Boone County ist Bestandteil der Metropolregion Rockford.

## Geographie
Das County liegt im Norden von Illinois am Kishwaukee River und hat eine Fläche von 730 Quadratkilometern, wovon zwei Quadratkilometer Wasserfläche sind. Die Nordgrenze des Countys ist zugleich die Grenze zum Bundesstaat Wisconsin. Das Boone County ist das flächenmäßig kleinste der nördlichen Countys. Es grenzt an folgende Nachbarcountys:
|                  | Rock County (Wisconsin) | Walworth County (Wisconsin) |
| Winnebago County |                         | McHenry County              |
| Ogle County      | DeKalb County           |                             |

## Geschichte

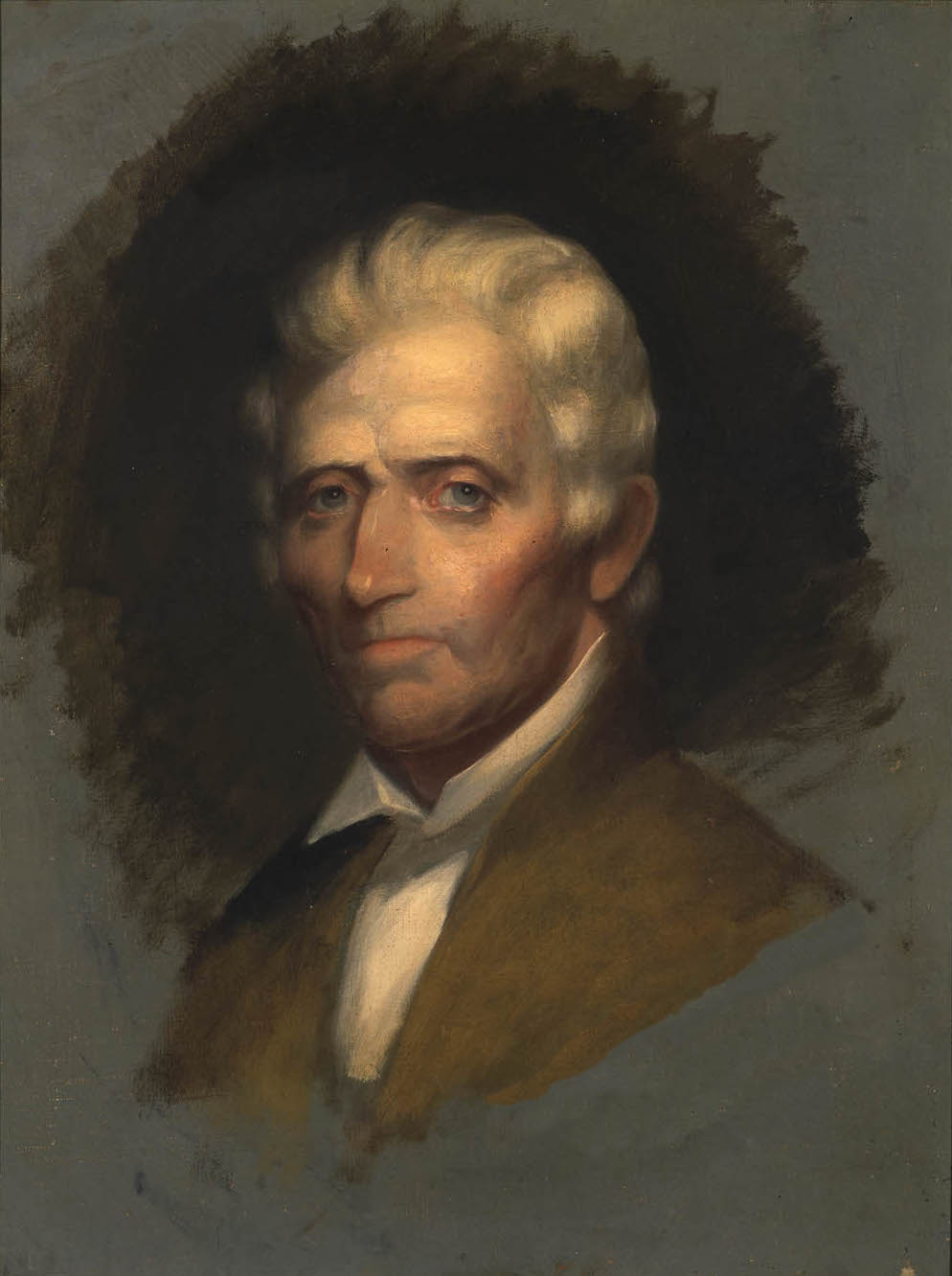
Daniel Boone

Die ersten Siedler kamen aus New York und aus Neu-England. Am 3. März 1836 wurde das neue County vom Winnebago County abgetrennt. Benannt wurde das neue County nach dem aus Kentucky stammenden Pionier Daniel Boone benannt. 1850 gab es bereits 12 Ansiedlungen.

## Demografische Daten

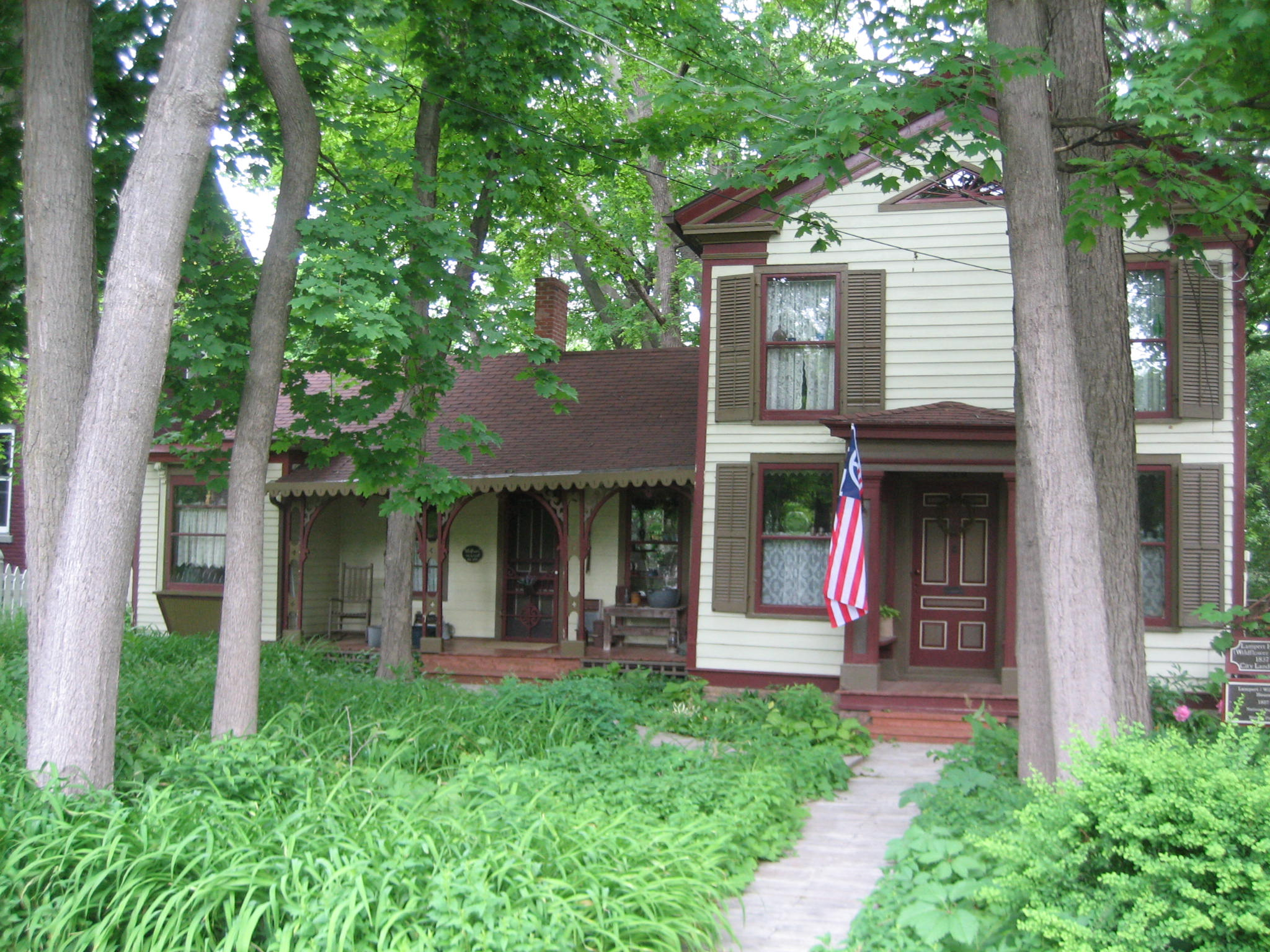
Das Lampert-Wildflower House in Belvidere, gelistet im NRHP Nr. 05000870

Nach der Volkszählung im Jahr 2010 lebten im Boone County 54.165 Menschen in 17.908 Haushalten. Die Bevölkerungsdichte betrug 74,4 Einwohner pro Quadratkilometer. In den 17.908 Haushalten lebten statistisch je 2,98 Personen.
Ethnisch betrachtet setzte sich die Bevölkerung zusammen aus 93,2 Prozent Weißen, 2,5 Prozent Afroamerikanern, 0,7 Prozent amerikanischen Ureinwohnern, 1,4 Prozent Asiaten sowie aus anderen ethnischen Gruppen; 2,1 Prozent stammten von zwei oder mehr Ethnien ab. Unabhängig von der ethnischen Zugehörigkeit waren 20,3 Prozent der Bevölkerung spanischer oder lateinamerikanischer Abstammung.
28,2 Prozent der Bevölkerung waren unter 18 Jahre alt, 59,6 Prozent waren zwischen 18 und 64 und 12.2 Prozent waren 65 Jahre oder älter. 50,1 Prozent der Bevölkerung war weiblich.

Das jährliche Durchschnittseinkommen eines Haushalts lag bei 61.210 USD. Das Pro-Kopf-Einkommen betrug 26.105 USD. 10,4 Prozent der Einwohner lebten unterhalb der Armutsgrenze.

## Ortschaften im Boone County
Citys
- Belvidere
- Loves Park1

Villages
| - Caledonia - Capron - Cherry Valley1 | - Poplar Grove - Timberlane |

Unincorporated Communities
| - Argyle1 - Beaverton Crossroads - Blaine - Candlewick Lake | - Edgewood - Garden Prairie - Herbert - Hunter | - Irene - Prairie View - Russellville |

1 – teilweise im Winnebago County

## Gliederung
Das Boone County ist in neun Townships eingeteilt:
| Township              | Einwohner (2010) | FIPS     |
| --------------------- | ---------------- | -------- |
| Belvidere Township    | 30.109           | 17-05105 |
| Bonus Township        | 4.340            | 17-07302 |
| Boone Township        | 1.968            | 17-07328 |
| Caledonia Township    | 7.439            | 17-10435 |
| Flora Township        | 2.981            | 17-26441 |
| LeRoy Township        | 485              | 17-42951 |
| Manchester Township   | 895              | 17-46318 |
| Poplar Grove Township | 5.054            | 17-61158 |
| Spring Township       | 894              | 17-71578 |